# فرديناند بيتش
فرديناند بيتش (بالألمانية: Ferdinand Piëch) حفيد صانع السيارات فارديناند بورشيه، فرديناند بيتش الذي ساعد في تحويل فولكس فاغن إلى أكبر شركة لصناعة السيارات في العالم.
بدأ فرديناند بيتش حياته العملية في شركة بورش في الستينيات من القرن الماضي، قبل أن ينتقل إلى شركة أودي في عام 1972، وتدرج في المناصب حتى أصبح رئيس مجلس إدارة آودي في 1988.
تولى بعد ذلك منصب الرئيس التنفيذي في شركة فولكس فاغن بالعام 1993. ثم في العام 2002، أصبح بيتش رئيس مجلس إدارة الشركة، وشرع في تحويلها إلى قوة عالمية لصناعة السيارات، من خلال إضافته للشركة علامات تجارية أخرى من بينها لامبورغيني وبنتلي، وإحياء علامات تجارية أخرى مثل بوغاتي.
ثم في العام 2012، وقامت الشركة على شراء شركة بورش، ثم خرج من الشركة بقرار حاد في العام 2015، وتنحى عن منصبة كرئيساً لمجلس الإدارة، بعد فشل محاولة إطاحة مارتن وينتركورن الرئيس التنفيذي، والذي ترأس الشركة لمدة 8 سنوات.
وفقاً لفولكس فاغن، فإن بيتش استقال لأن بيئة عمل غير موثوقة في مجلس إدارة الشركة.

## سيرة شخصية
ولد فرديناند بيتش في فيينا ، النمسا ، ودرس وتخرج من ETH زيوريخ ، سويسرا ، في عام 1962 ، مع شهادة في الهندسة الميكانيكية ، بعد أن حصل على درجة الماجستير حول كيفية تطوير محرك الفورمولا واحد (F1). في الوقت نفسه .
من 1963 إلى 1971 ، عمل في شركة بورش في شتوتغارت ، على تطوير بورش 906 والنماذج التي أدت إلى نجاح بورش 917 . في عام 1972 ، انتقل إلى أودي في إنغولشتات . ابتداءً من عام 1975 ، كان مدير الهندسة التكنولوجية ، حيث كان مسؤولاً عن نموذج أودي 80 و أودي 100 .
في عام 1977 ، بدأ أيضًا تطوير سيارة لبطولة العالم للراليات ، مما أدى إلى قيادة سيارة الدفع الرباعي أودي كواترو . كان المحرك المستخدم في طراز كواترو عبارة عن وحدة أسطوانية مضمنة ذات 5 أسطوانات.
في عام 1993 ، انتقل فرديناند بيتش إلى مجموعة فولكس فاغن، الشركة الأم لمجموعة فولكس فاجن ، حيث أصبح رئيسًا لمجلس الإدارة خلفًا كارل هان . في ذلك الوقت ، كانت فولكس فاغن بعد ثلاثة أشهر فقط من الإفلاس ، وكان محوريًا في تنظيم تحولها الدرامي.
تقاعد من مجلس الإدارة في عام 2002 ، لكنه لا يزال يعمل بصفة استشارية كرئيس لمجلس الإشراف.
في عام 2000 ، تم تعيينه رئيسًا لشركة سكانيا.
تقاعد من مجلس الإدارة في عام 2002 وخلفه برند بيشيتسريدر كرئيس لمجلس الإدارة.
أثناء توليه منصب رئيس مجموعة فولكس واجن ، اشتهرت فرديناند بيتش بتحركاته القوية في الأسواق الأخرى. لقد قاد علامة فولكس واجن وأودي الفاخرة مع نجاح كبير. كما تابعت بياخ أخرى ماركيز ، يكتسب بنجاح لامبورغيني لأودي، وإقامة سيارات بوغاتي .
شراء البريطانية رولز رويس و بنتلي كان أكثر إثارة للجدل. بعد النجاح في شراء كرو ، إنجلترا ، عملية بناء السيارات ، تم رفض شركة فولكس فاغن استخدام اسم العلامة التجارية رولز رويس.
ادعى فرديناند بيتش فيما بعد أنه يريد حقًا فقط علامة بنتلي التجارية ، ولكن في ذلك الوقت كانت خسارة رولز رويس لمنافسة بي إم دبليو كان ينظر إليه على نطاق واسع باعتباره فشل كبير.
نظرًا لتأثيره المستمر في صناعة السيارات ، أعلنت مجلة السيارات أن فرديناند بيتش فاز بجائزة رجل العام لعام 2011.

## هندسة
في بورش ، أحدثت فرديناند بيتش تغييرات كبيرة في سياسة الشركة.
على سبيل المثال ، تم نقل موضع السائقين في السيارات السباق من اليسار إلى اليمين ، حيث يوفر ذلك مزايا على مسارات السباق في اتجاه عقارب الساعة.

## ملكية بورش
تمتلك فرديناند بيتش حصة من بورش ، بالضبط 10 ٪.
وتم وضع سياسة في أوائل عام 1972 بعدم السماح لأي فرد من أفراد عائلة بورش بالمشاركة في إدارة الشركة.
حتى مؤسس الشركة فرديناند أنطون إرنست بورشه ، عم فرديناند بيتش ، كان يشغل مقعدًا في مجلس الإشراف على بورشه فقط بعد تغيير الشكل القانوني للشركة من شراكة محدودة إلى شركة قانونية خاصة.
هذا جعل فرديناند بيتش ينتقل إلى أودي بعد تأسيس مكتبه الهندسي.

## جوائز
- Wilhelm Exner Medal (2002).

## روابط خارجية
- فرديناند بيتش على موقع مونزينجر (الألمانية)